# Бадья (приток Исаковы)
Бадья (устар. Бадь-Ёль) — река в России, протекает по Республике Коми. Устье реки находится в 31 км по левому берегу реки Исакова. Длина реки составляет 20 км.

## Этимология гидронима
Гидроним на языке коми означает «ивовая река», «ивовый ручей». От бадь  «ива», ёль «лесной ручей».

## Данные водного реестра
По данным государственного водного реестра России относится к Двинско-Печорскому бассейновому округу, водохозяйственный участок реки — Печора от водомерного поста у посёлка Шердино до впадения реки Уса, речной подбассейн реки — бассейны притоков Печоры до впадения Усы. Речной бассейн реки — Печора.
Код объекта в государственном водном реестре — 03050100212103000064334.